# いちごくらぶ
いちごくらぶは、日本の童歌・童謡向け音楽・体操を作る音楽ユニット。

## 概要
2008年に結成。全員平成音楽大学卒業。在学中から子どもたちの身近な遊び歌のお兄さん・お姉さんになりたいとの想いから活動を開始し、現在は熊本県を中心に九州各地のイベントでのステージや幼稚園、保育園、小学校等で年間に100ステージ以上の公演を行なっている。童歌の作詞・作曲・振付を手掛け、キャラクターソングや各種のテーマソングなども多数制作。

## メンバー
- 佐野 敦（さの あつし）
  - 音楽制作・楽曲編曲 通称あっくん。いちごくらぶ代表
  - 1985年11月27日生まれ いて座 O型
  - 平成音楽大学 音楽学科 コンピューターミュージックコース卒業
  - 免許:中学校教諭一種(音楽) 　高等学校教諭一種(音楽)
- 平田 織子（ひらた あやこ）
  - 音楽制作・作品制作・振付  通称あーちゃん。
  - 1986年9月16日生まれ おとめ座 O型
  - 平成音楽大学 幼児音楽教育学科卒業
- 亀之園 亮太（かめのその りょうた）
  - 音楽制作・楽曲編曲  通称りょ～ちん。
  - 1987年6月11日生まれ ふたご座 O型
  - 平成音楽大学 音楽学科 サウンドデザインコース卒業

## 楽曲・振付制作
- 熊本日日新聞社キャラクター ぷれすけテーマソング「ぷれすけマーチ」
- 熊本の人権啓発キャラクター コッコロテーマソング
- テレビ熊本「子育てすくすくこども博」テーマソング
- 「わくわく江津湖フェスタ」テーマソング
- 「くまもと環境フェア」テーマソング
- 上天草市 上天草四郎くんテーマソング「四郎くんの大冒険」]制作・振付
- 城南町 火の君古代くんテーマソング「飛び出せ!!古代くん!!」制作・振付
- 熊本市立動植物園テーマソング「ZOOっといっしょ」
- カントリーパーク・バラ祭りテーマソング「ばらのうた」
- 熊本県水産振興課テーマソング「ぎょぎょっとくまもと」
- Jリーグロアッソ熊本 ロアッソくんテーマソング 制作・振付
- 御船町ふねまるテーマソング「ふねまるダンス」]制作・振付
- 福岡県みやま市 くすっぴーのテーマソング「クスクスくすっぴー」制作・振付
- 南関町南関 トッパ丸テーマソング「花マルあっぱれ!トッパ丸」制作・振付
- 鶴屋百貨店 つるッピーテーマソング 制作・ふりつけ

## オリジナルCD
- のいちごつみにいこう!（2009）
- 常夏ロックンロール（2014）
- くまもとさん（2017）
- さつまいーもん（2017）

## ラジオ
熊本放送ラジオ「土曜だ!!江越だ!? 」いちごくらぶの“クイズで歌おう!”のコーナーに出演